# Katarina sjukhus

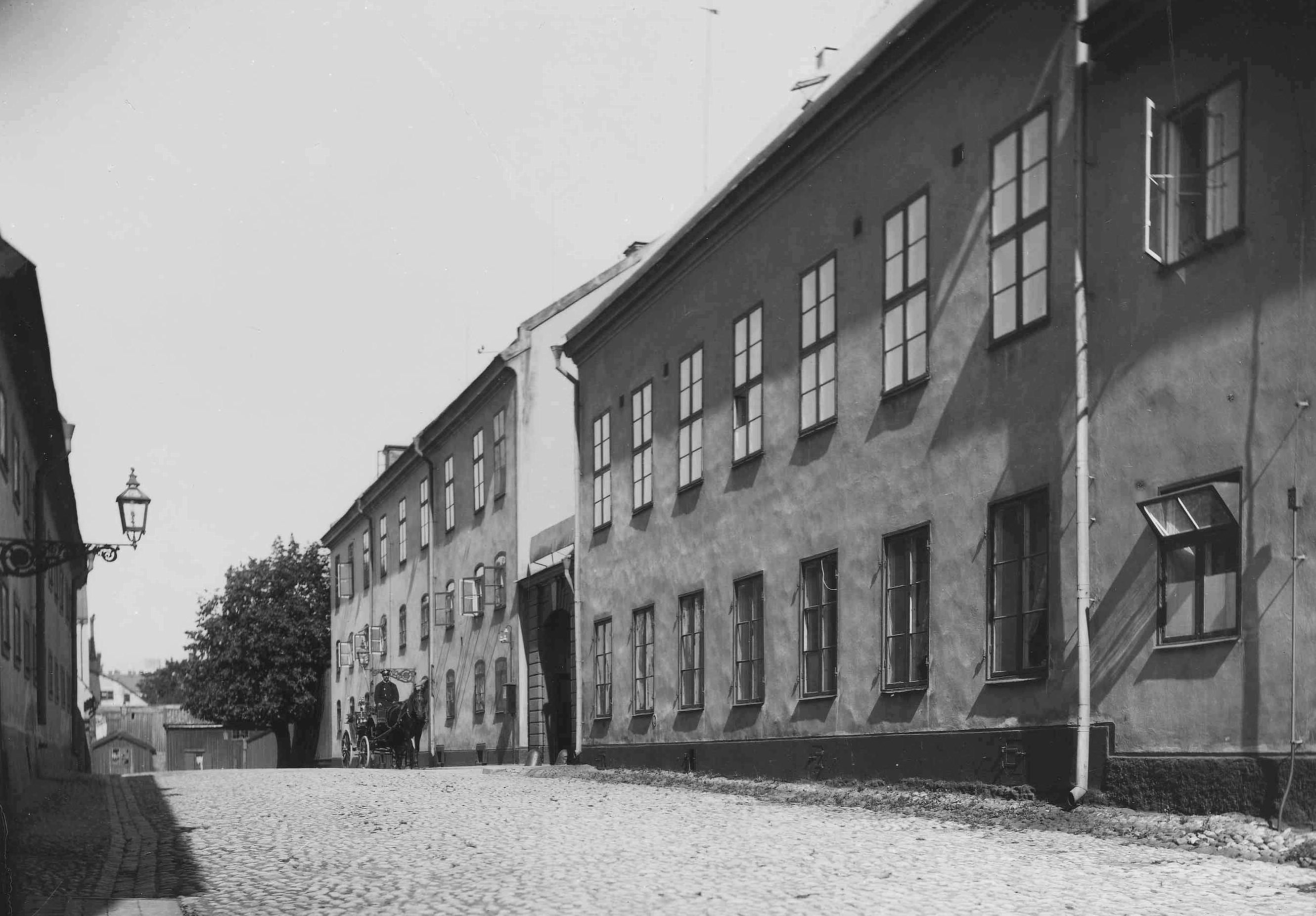
Katarina sjukhus, fasad mot dagens Bjurholmsgatan, omkring 1900.

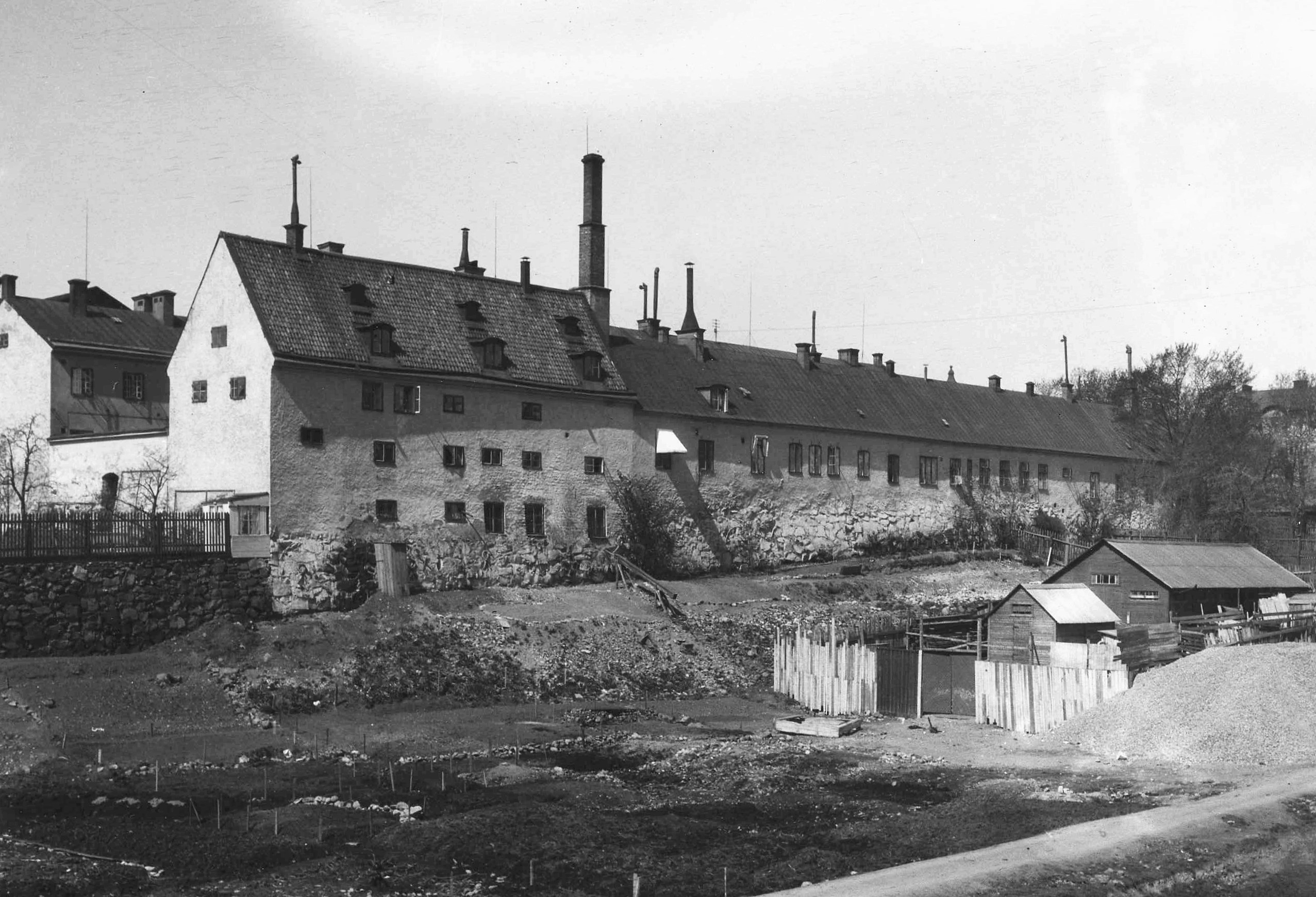
Katarina sjukhus, fasad mot dagens Brännerigatan, 1915.

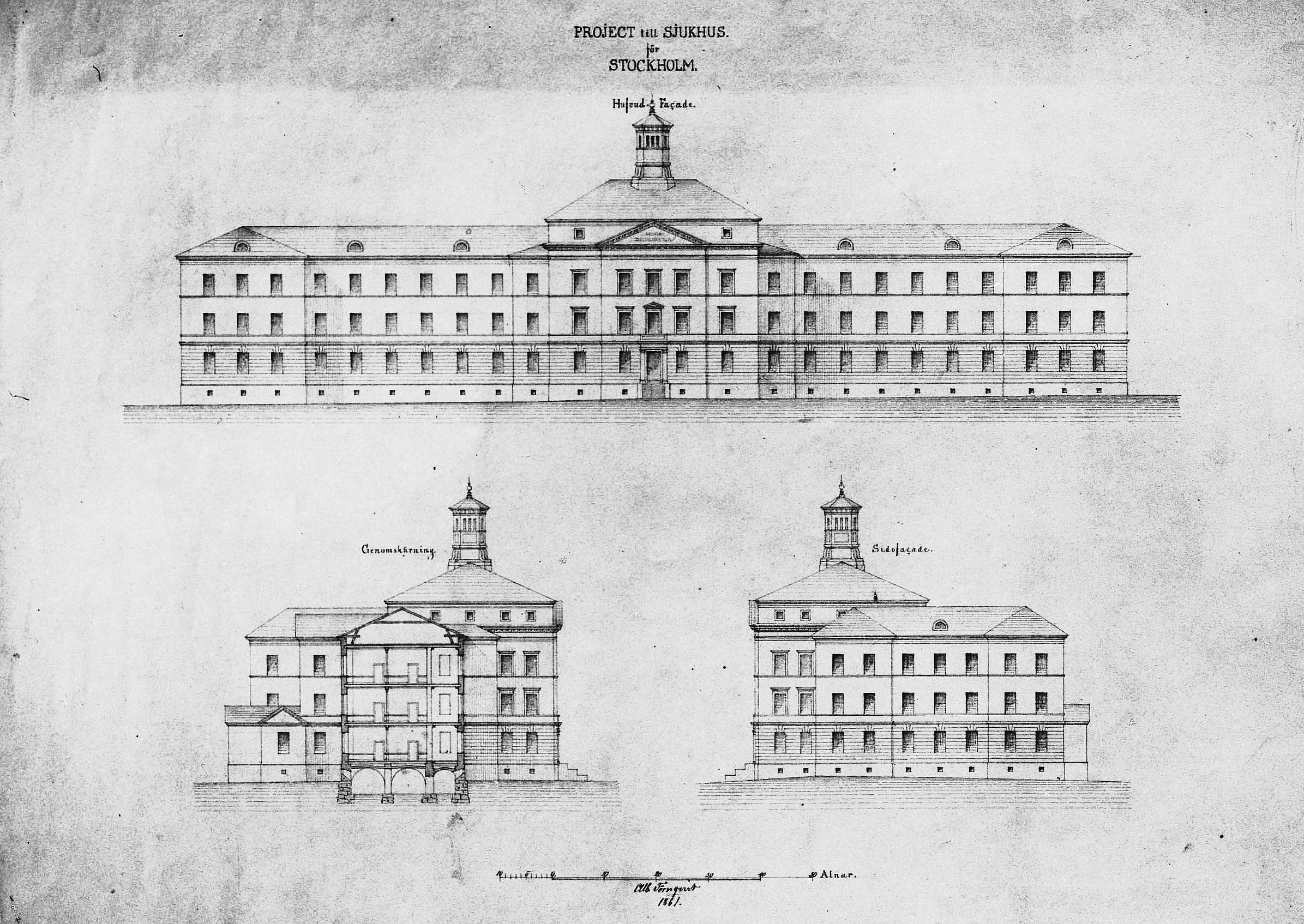
Förslag till nya Katarina sjukhuset, 1861.

Katarina sjukhus var ett sjukhus i kvarteret Tegen på Södermalm i Stockholm. Verksamheten stängde 1933 och flyttades 1935 över till det då nybyggda Beckomberga sjukhus i Bromma.

## Historia och uppkomst
Katarina sjukhus var ursprungligen ett epidemisjukhus som till en början hette Provisoriska sjukhuset och inrättades år 1831 i äldre bryggerilokaler i kvarteret Tegen på Södermalm. I folkmun kallades det då "Kopphuset" till följd av att smittkoppor var en av de epidemisjukdomar som huvudsakligen behandlades. År 1878 omorganiserades Provisoriska sjukhuset till ett permanent sjukhus och bytte samtidigt namn till Katarina sjukhus. Namnet härrörde från sjukhusets placering i Katarina församling på Södermalm i Stockholm. Ingången låg vid Nya Sandbergsgatan, nuvarande Bjurholmsgatan.  
Från början planerades 100 sängplatser i sjukhuset som snart blev för få varvid man trängde in ytterligare patienter i den gamla anläggningen. I slutet av 1840-talet hade antalet sängar fördubblats till 200 i samma lokaler. 1863 hade man inte mindre än 2 002 patienter och allt större del av det gamla bränneriet togs i anspråk. 1861 framlades ett förslag till ny sjukhusbyggnad efter ritningar av arkitekt Albert Törnqvist. Projektet genomfördes aldrig. Katarina sjukhus var aktivt fram till 1902.

## Katarina sinnessjukhus
Efter år 1902 omorganiserades Katarina sjukhus till Katarina sinnessjukhus som var ett av de verksamma mentalsjukhusen i Sverige under 1900-talets början. Katarina sinnessjukhus var verksamt mellan åren 1902 och 1932 och hade under den tiden ett flertal filialer som var verksamma till och med 1933. Katarina sinnessjukhus och därmed det som kvarstod av Katarina sjukhus kom att läggas ner 1933 och ersattes 1935 av Beckomberga sjukhus för psykiskt sjuka.